# Roger Cross

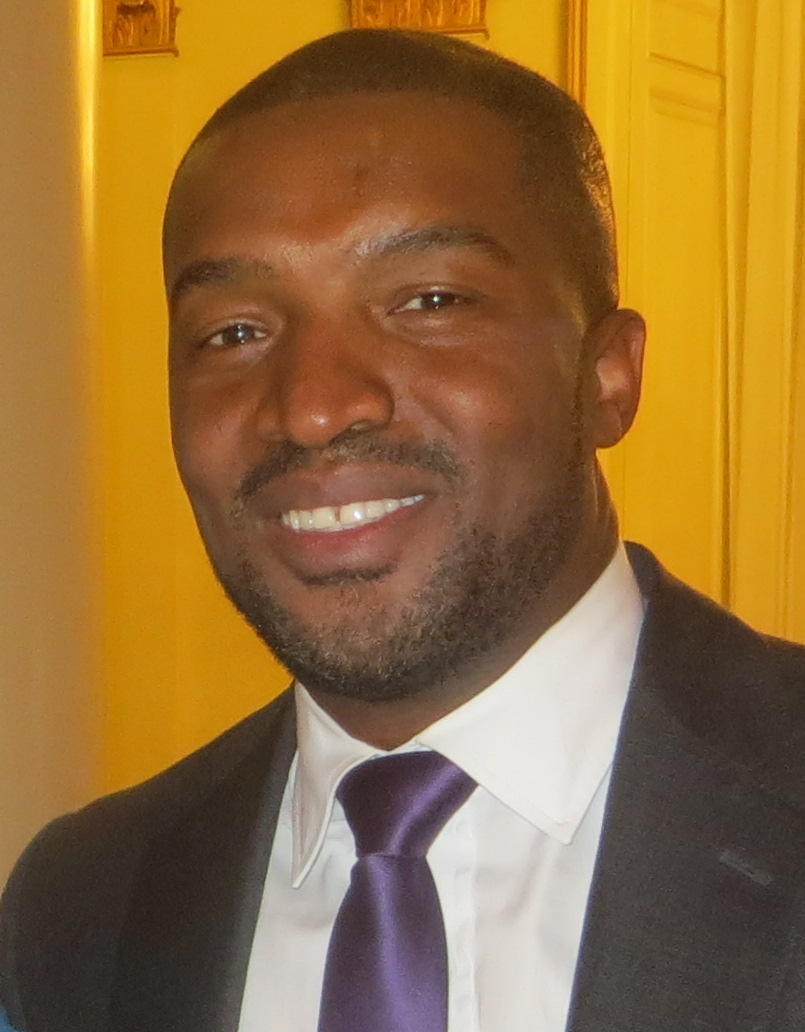
Cross em 2014 Leo Awards

Roger R. Cross (Christiana, 19 de outubro de 1966) é um ator jamaicano, que fez diversos trabalhos na televisão e no cinema, principalmente em produções canadenses. 

## História
Roger é o quarto de cinco filhos. Mudou-se para o Canadá com seus pais quando tinha onze anos. Formou-se em 1989 em Aviação e Estudos Gerais na Trinity Western University em Langley, B.C.
Enquanto esperava por um trabalho na aviação, Cross, que tinha formação em artes marciais, aceitou trabalhos como dublagem de filmes e acabo interessado em atuação. Entrou para a Breck Academy em Vancouver e foi contratado para atuar em The International Rescue, um filme gravado na China, Vietnã e Bruma trabalhando fixamente desde então.
Participou em séries como Arquivo-X, Sliders, Stargate SG-1, Highlander, Relic Hunter, The 4400, Star Trek: Enterprise e Taken, minissérie de Steven Spielberg ganhadora do Emmy de Melhor Minissérie. Foi também personagem regular na série First Wave e apareceu em filmes como A Batalha de Riddick, X-Men 2, Beautiful Joe e Dupla Confusão. 
O seu papel de maior destaque foi, possivelmente, o de Curtis Manning em 24 Horas. Ele também pode ser visto no filme World Trade Center (2006), do diretor e roteirista Oliver Stone, sobre os atentados terroristas de 11 de setembro.
Atualmente Roger Cross interpreta o personagem Travis Verta, na série canadense de ficção Continuum, do canal Showcase.